# Kim Sơn, Bảo Yên
Kim Sơn là một xã thuộc huyện Bảo Yên, tỉnh Lào Cai, Việt Nam.
Xã Kim Sơn có diện tích 68,6 km², dân số năm 1999 là 6.028 người, mật độ dân số đạt 88 người/km².